# فريدريك بورتون
فريدريك بورتون (بالإنجليزية: Frederick Burton)‏ هو متزحلق جبال الألب بريطاني، ولد في 15 مارس 1959.

## وصلات خارجية
- فريدريك بورتون على موقع أوليمبيديا (الإنجليزية)